# Ricardo Villada
Ricardo Guillermo Villada (Salta, 17 de junio de 1963) es un ingeniero electricista y político argentino. Actualmente se desempeña como Ministro de Gobierno, Derechos Humanos, Trabajo y Justicia de la Provincia de Salta bajo el gobierno de Gustavo Sáenz.

## Biografía
Nació en la Ciudad de Salta el 17 de junio de 1963, cursó sus estudios superiores en la Universidad Nacional de Tucumán, recibiéndose en el año 1989 de Ingeniero Electricista con Orientación en Electrónica. Sus padres fueron Francisco Villada, que supo ser senador nacional de la Provincia de Salta y Ana María Guida de Villada que llegó a ser ministra de educación de la Provincia de Salta. Está casado con Cecilia Pérez Ruiz y con ella tuvo cuatro hijos, tres mujeres y un varón, Ana Cecilia, Sofía, María de los Ángeles y Francisco Miguel.
En la Universidad de la capital tucumana supo ser miembro del Honorable Consejo Directivo de la Facultad de Ciencias Exactas y Tecnología. También fue auxiliar de primera categoría de la cátedra de computación, con extensión a la cátedra de computación II de la Universidad Nacional de Salta.

## Vida profesional
Villada tiene una amplia experiencia en el campo empresarial. El ingeniero electricista fue socio fundador de Salnet, una empresa que trabaja con el acceso a internet, además de ser socio gerente de Voz Dato Imagen SRL que trabaja en el rubro de las comunicaciones. También es titular de la firma MIKRO que trabaja en la informática y también es propietario de la revista Emprender que tiene tirada mensual con alta difusión en Salta y Jujuy. Es una revista dedicada a lo empresarial y lo comercial.
En la parte gremial empresarial, Villada fue presidente, vicepresidente, secretario de comercio y consejero de la Cámara de Comercio e Industria de Salta. También supo ser presidente del Polo Tecnológico y de Junior Achievement Salta y además de presidente también fue miembro fundador de la Fundación Prosalta y el Movimiento Productivo del Norte.
Actualmente, además de ministro es Director de Zona Franca Salta e integrante del GEICOS (Grupo Empresario Interregional del Centro Oeste Sudamericano).

## Carrera política
En su juventud ya participaba en la política partidaria siendo elegido presidente de la Juventud Universitaria Peronista de la Ciudad de San Miguel de Tucumán. También, en la política universitaria, supo ser secretario general del Centro de Estudiantes de la Facultad de Ciencias Exactas y Tecnología de la Universidad Nacional de Tucumán.
En el año 2013 encabeza la lista de concejales del partido Frente Popular Salteño, en las elecciones PASO sacó 10346 votos y su partido fue el sexto más elegido entre los salteños de la capital. El resultado de las primarias le permitió participar de las Elecciones generales del 2013. En las elecciones generales, el Frente Salteño creció a 19165 votos que significó el 7,67% de los votos válidos. De esa manera Ricardo Villada conseguiría ingresar al Concejo Deliberante de la Ciudad de Salta.
Una vez asumió como concejal fue elegido por sus pares como presidente del Concejo Deliberante, con 11 votos a favor y 9 en contra (Todos del Partido Obrero que había ganado la elección pero que no logró ser parte de las autoridades del cuerpo deliberativo).
Los mandatos de los concejales en Salta son de dos años, según lo establecido en la Constitución. Por lo tanto, Villada buscó renovar su banca en las elecciones del 2015. En esas elecciones fue el primer candidato a concejal de la lista del partido Salta nos Une, dentro del Frente Romero+Olmedo que impulsaba a Juan Carlos Romero como gobernador y Alfredo Olmedo como vicegobernador. En las Elecciones PASO de ese año, Ricardo  gana las internas del frente venciendo a candidatos como Matías Cánepa quien había sabido ser presidente del Concejo Deliberante y Romina Arroyo que también buscaba renovar su banca, entre otros candidatos menores. En esas elecciones fue el segundo candidato individual más votado detrás de la candidata del Partido Obrero sacando un total de 23942 votos (El frente sacaría en total 73922 votos). En las elecciones generales ganaría en su categoría logrando un total de 66061 votos (menos de los que había sacado el frente en las PASO) lo que significaría un total de seis bancas de concejales para el frente y un total de 25,32% de los votos válidos.
Fue elegido nuevamente en su cargo de Presidente del concejo deliberante, esta vez acompañado por Frida Fonseca como vicepresidente primera y Andrés Suriani como vicepresidente segundo.
En el año 2015 funda su partido, Primero Salta, logrando la personería jurídica en 2016. En 2017 busca llegar a la Cámara de Diputados de la Provincia por su propio partido y eligió a Rodrigo Monzo como su candidato a concejal. En las PASO de ese año, sacó un total de 6399 votos que equivalían al 2,40% logrando así participar de las elecciones generales. En las elecciones generales creció su caudal de votos a 9639 pero no lograría ninguna banca para la cámara de diputados.
El 28 de febrero de 2018 el intendente Gustavo Sáenz le toma juramento para el cargo de Secretario de Gobierno de la Municipalidad de Salta.
En el año 2019 cuando Sáenz logra ser proclamado como gobernador, Villada es designado como Ministro de Gobierno, Derechos Humanos, Trabajo y Justicia de la Provincia. Como ministro sostiene que las prioridades de Salta tienen que ser la salud, la educación y la producción local. Además también planteó la necesidad de reformar la constitución provincial.
En 2021 Ricardo Villada fue candidato a convencional constituyente del frente Unidos por Salta, el ministro de la provincia fue tercero en la lista encabezada por Guillermo Durand Cornejo. Los resultados obtenidos le valieron al espacio la obtención de siete bancas para la convención constituyente por el departamento de la capital.